# شفيق ناجح
شفيق ناجح (5 أغسطس 1983 ببورغوان-جاليو في فرنسا - ) (بالفرنسية: Chafik Najih)‏ هو لاعب كرة قدم فرنسي في مركز الهجوم. لعب مع نادي أرليه أفينيون ونادي بولون ونادي كليرمونت 63 وLyon-La Duchère ‏.

## روابط خارجية
- شفيق ناجح على موقع قاعدة بيانات كرة القدم.إي يو (الإنجليزية)
- شفيق ناجح على موقع Soccerway.com (الإنجليزية)